# Ёlki-palki!
Ёlki-palki! (Ёлки-палки!) è un film del 1988 diretto da Sergej Nikonenko.

## Trama
Il film racconta di un uomo insolito e testardo che cerca di creare una macchina del moto perpetuo e di scrivere un trattato filosofico, ma si sente una persona molto infelice.